# Palacio Lapido
Das Edificio Lapido ist ein Bauwerk in der uruguayischen Landeshauptstadt Montevideo.
Das auch als Palacio Lapido oder Palacio de la Tribuna Popular bezeichnete Gebäude im Stil des Art déco befindet sich in der Avenida 18 de Julio (948–950), Ecke Wilson Ferreira Aldunate im Barrio Centro. Das mit Appartements zu Wohnzwecken, Geschäfts- und Büroräumen ausgestattete multifunktionale Gebäude diente ehemals als Sitz der 1960 eingestellten uruguayischen Abendzeitung La Tribuna Popular. Entworfen wurde das im Stil des Expressionismus zwischen 1929 und 1930 errichtete Bauwerk von den Architekten Juan Aubriot und Ricardo Valabrega. Das Jahr 1933 wird als Fertigstellungsdatum genannt.
Seit 1989 ist das Gebäude als Monumento Histórico Nacional klassifiziert.